# ジョナサン・タウマテイネ
ジョナサン・タウマテイネ（Jonathan Taumateine、1996年9月28日 - ）は、スーパーラグビー・パシフィック、モアナ・パシフィカに所属するラグビーユニオン選手。

## プロフィール
- ニュージーランド・オークランド出身[1]。
- ポジションはウィング(WTB)、センター(CTB)。
- 身長 178cm、体重 90kg
- U20サモア代表・U20ニュージーランド代表共に選ばれたことがある[2]。
- サモア代表キャップは11(2024年10月現在）でワールドカップ2023のサモア代表に選ばれた[3]。

## 略歴
カウンティー・マヌカウ、チーフス、ハリケーンズを経て、2022年、モアナ・パシフィカに加入。